# Crown Court

Gerichtsorganisation in England und Wales

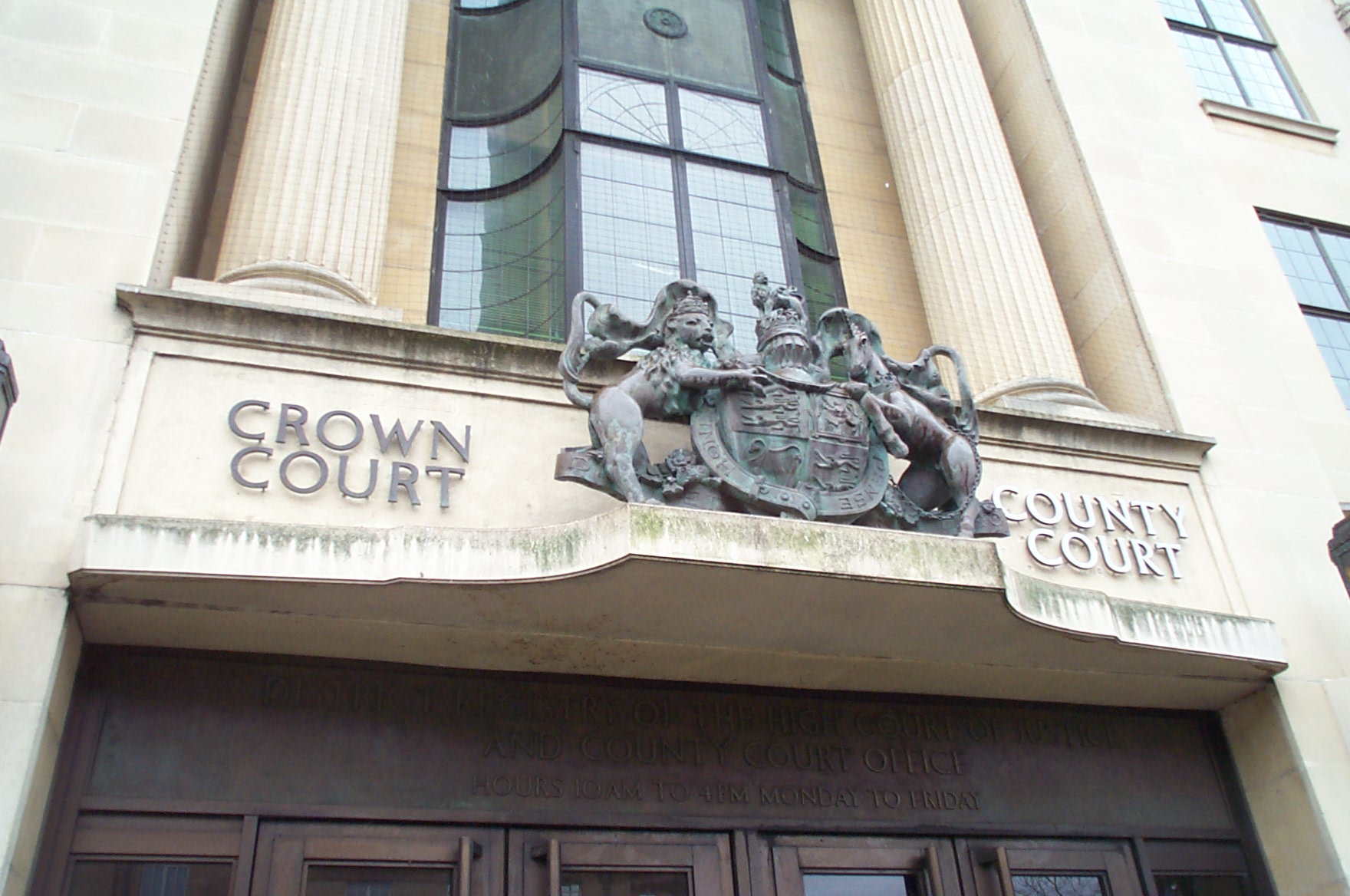
Crown Court und County Court in Oxford

Der Crown Court ist der britische Strafgerichtshof und neben dem High Court of Justice (Oberstes Zivilgericht) und dem Court of Appeal (Berufungsgericht) einer der Senior Courts of England and Wales. Crown Courts gibt es in 91 verschiedenen Städten in England und Wales.
Schwere Verbrechen wie Mord, Totschlag und Raub werden nur vor dem Crown Court verhandelt, er ist der höhere Gerichtshof für kriminelle Fälle. Der Crown Court ist  hierarchisch dem High Court of Justice und seinen Abteilungen untergeordnet.
Die Strafverfolgung für Verfahren vor dem Crown Court wird durch den Crown Prosecution Service geführt.